# Datis (militar persa)
Datis (en grec antic Δᾶτις en irànic *Dātiya-, en elamita Da-ti-ya) fou un militar mede al servei de Pèrsia, enviat juntament amb Artafernes al front de les tropes que Darios I el Gran va enviar contra Erètria i Atenes i que finalment van ser derrotades a Marató el 490 aC.
Quan el seu exèrcit anava a Grècia per mar, els habitants de Delos van fugir a l'illa de Tenos, però Datis els va garantir que els respectaria per ser Delos el lloc de naixement de dos déus, Apol·lo i Artemisa, identificats com el sol i la lluna, segons diu Heròdot. La religiositat de Datis també es va mostrar en una anècdota que explica que va fer retornar una estàtua d'Apol·lo que alguns fenicis del seu exèrcit havien robat a Dèlion, a Beòcia, tal com expliquen Heròdot i Pausànies. Admirava la llengua grega i va intentar aprendre-la sense gaire èxit, i sense voler va donar lloc a una nova paraula "Datismos", que indicava algú que no sabia parlar bé el grec.
Els seus dos fills Armamitres i Titeu van dirigir la cavalleria de Xerxes I de Pèrsia en l'expedició contra Grècia a la Segona guerra mèdica.